# فتى مامبا الأسود (رواية)
فتى مامبا الأسود رواية للمؤلفة البريطانية الصومالية ناديفا محمد أصدرتها في سنة 2009.

## نظرة عامة
فتى مامبا الأسود (2009) هو سيرة شبه ذاتية عن والد ناديفا في اليمن خلال الثلاثينات والأربعينات أثناء فترة الاستعمار. كما تروي له رحلته عبر السودان، مصر، فلسطين، والبحر الأبيض المتوسط قبل أن يستقر في نهاية المطاف في المملكة المتحدة.
مامبا الأسود عبارة عن ثعبان وفقا للمؤلف:
«كانت جدتي مسافرة مع والدي ثم ضاعت أثناء السفر. جلست جدتي للاستراحة عند شجرة السنط ثم تسلل ثعبان مامبا الأسود وزحف على بطنها قبل أن يتركها ويرحل بعيدا من دون أن يؤذيها فأخذتها على أنه علامة على أن الطفل سيكون دائما محمي وهذا هو عنوان الكتاب.»

## جوائز
فازت الرواية سنة 2010 في مهرجان جوائز بيتي تراسك كما ترشحت الرواية للفوز بجائزة رواية العام في مهرجانات كتاب غارديان الأول، جوائز ديلان توماس، جوائز جون ليويلين ريس، وجائزة المرأة الروائية.